# Villa Corzo
Villa Corzo est une municipalité du Chiapas au Mexique.

## Géographie
En 2010, la municipalité comptait une population totale de 74 477 habitants, contre 68 685 en 2005 le tout sur un territoire d'une superficie de 4 026 km2.